# Mauricio Lescano
Mauricio “Junior” Lescano (Quilmes, Buenos Aires, Argentina, 8 de agosto de 1972) es un exfutbolista y actual músico, compositor y cantante. Fue líder del grupo de rock and roll y rock stone La 25. Actualmente embarcado en su nuevo proyecto musical llamado Caras extrañas.

## Biografía
Nació el 8 de agosto de 1972 en Quilmes. Durante un tiempo fue jugador de fútbol, hizo las inferiores en Quilmes y debutó en Primera. Jugó en el Torneo Clausura ’92, con el equipo recién ascendido. En la máxima categoría del fútbol argentino disputó 11 partidos. Del 92 al 94 en el Nacional B, jugó 26 encuentros e hizo 3 goles.

## Clubes
| Club               | País      | Año         |
| ------------------ | --------- | ----------- |
| Quilmes            | Argentina | 1992 - 1994 |
| Aldosivi           | Argentina | 1994 - 1995 |
| Berazategui        | Argentina | 1995 - 1996 |
| Defensa y Justicia | Argentina | 1996 - 1998 |

## Carrera como músico
Formó el grupo llamado La 25 en el año 1996 en la ciudad de Quilmes, al sur del Gran Buenos Aires. Se cuenta que el nombre se originó a raíz de una remera con un 25 estampado, que supuestamente había usado Mick Jagger y que ellos peleaban por vestir. Así comenzaron a ser conocidos como Los pibes de la 25.

## Discografía con La 25
|                                      | Fecha de publicación | Grabación          |
| ------------------------------------ | -------------------- | ------------------ |
| La Veinticinco Rock and Roll         | 2001                 | Estudio            |
| Así es el rock and roll              | 2002                 | Estudio            |
| Con el rock en las venas             | 2004                 | Estudio            |
| Ruta 25                              | 2005                 | En vivo/Estudio    |
| Mundo Perfecto                       | 2006                 | Estudio            |
| Mundo Imperfecto                     | 2008                 | Estudio            |
| S.H.O.C. (Siempre habrá otro camino) | 2010                 | En vivo (CD + DVD) |
| El Origen                            | 2013                 | Estudio            |
| Vivo X La 25                         | 2016                 | En vivo (CD + DVD) |
| Entre cuervos y chacales             | 2018                 | Estudio            |